# Liste des députés européens d'Irlande (pays) de la 1re législature

## Synthèse
Lors des élections européennes de 1979, 15 députés européens sont élus en Irlande. Leur mandat débute le 16 juillet 1979 et se termine le 23 juillet 1984.
- Les conservateurs du Fianna Fáil obtiennent cinq sièges.
- Les travaillistes du Parti travailliste obtiennent quatre sièges.
- Les démocrates-chrétiens du Fine Gael obtiennent quatre sièges.
- Le Fianna Fáil indépendant (en) obtient un siège.
- Un candidat indépendant obtient également un siège.

7 d'entre eux quittent leurs fonctions avant la fin de leur mandat et sont remplacés par leurs suppléants, ce qui porte à 22 le total des personnes ayant occupé ce poste.

## Liste
| Nom | Nom | Circonscription | Parti                        | Groupe parlementaire européen |
| --- | --- | --------------- | ---------------------------- | ----------------------------- |
|     | Neil Blaney                                                                                                   | Connacht–Ulster | Fianna Fáil indépendant (en) | CDI                           |
|     | Mark Clinton                                                                                                  | Leinster        | Fine Gael                    | PPE                           |
|     | Jerry Cronin                                                                                                  | Munster         | Fianna Fáil                  | DEP                           |
|     | Noel Davern                                                                                                   | Munster         | Fianna Fáil                  | DEP                           |
|     | Seán Treacy (Remplace Eileen Desmond le 9 juillet 1981)                                                       | Munster         | Parti travailliste           | SOC                           |
|     | Síle de Valera                                                                                                | Dublin          | Fianna Fáil                  | DEP                           |
|     | Seán Flanagan                                                                                                 | Connacht–Ulster | Fianna Fáil                  | DEP                           |
|     | Justin Keating (Remplace Séamus Pattison le 8 février 1984, qui remplace Liam Kavanagh le 9 juillet 1981)     | Leinster        | Parti travailliste           | SOC                           |
|     | Patrick Lalor                                                                                                 | Leinster        | Fianna Fáil                  | DEP                           |
|     | T. J. Maher                                                                                                   | Munster         | Indépendant                  | LD                            |
|     | Joe McCartin                                                                                                  | Connacht–Ulster | Fine Gael                    | PPE                           |
|     | Flor O'Mahony (Remplace John Horgan le du 2 mars 1983, qui remplace John O'Connell le 21 octobre 1981)        | Dublin          | Parti travailliste           | SOC                           |
|     | Tom O'Donnell                                                                                                 | Munster         | Fine Gael                    | PPE                           |
|     | Brendan Halligan (Remplace Frank Cluskey le du 2 mars 1982, qui remplace Michael O'Leary le 1er juillet 1981) | Dublin          | Parti travailliste           | SOC                           |
|     | Richie Ryan                                                                                                   | Dublin          | Fine Gael                    | PPE                           |